# Balduin I. (Jerusalem)

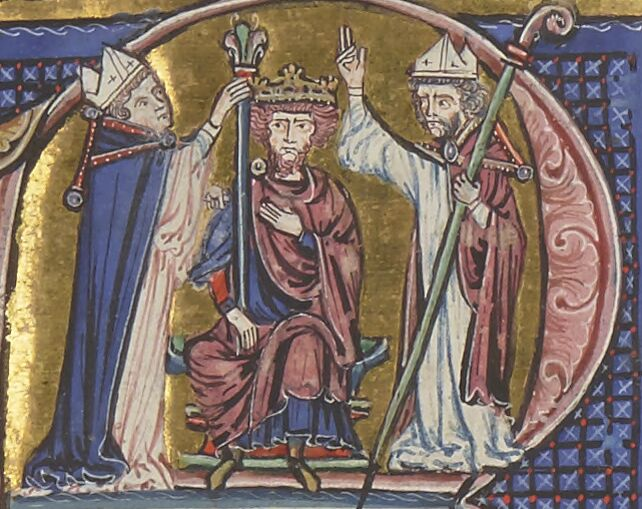
Krönung Balduins I. (aus: Histoire d’Outremer, 13. Jahrhundert)

Balduin von Boulogne (* nach 1060; † 2. April 1118 in al-ʿArīsch), frz. Baudouin de Boulogne, war Graf von Verdun, von 1098 bis 1100 Graf von Edessa und von 1100 bis 1118 König von Jerusalem. Seine Grafschaft rührt aus Boulogne-sur-Mer am Ärmelkanal her.

## Herkunft
Er war der dritte Sohn des Eustach II., Graf von Boulogne, und der Ida von Lothringen (Tochter Herzog Gottfrieds III. des Bärtigen), Gottfried von Bouillon war sein Bruder. Balduin heiratete dreimal: Godehilde (Gontrana), Tochter des Raoul II. de Tosny, Orianta aus Melitene, Tochter des armenischen Fürsten Taphnuz, und Adelheid, Tochter des Markgrafen Manfred von Savona, Witwe Graf Rogers I. von Sizilien.
Ursprünglich war er Kanoniker zu Reims, wo er spätestens 1086 ausschied, da die Kirchenreform eine Kumulierung von Pfründen verbot. Balduin lebte danach in der Normandie, wo er seine erste Ehe schloss. Dann kehrte er nach Lothringen zurück, um die Herrschaft in der Grafschaft Verdun zu übernehmen, die bislang sein Bruder Gottfried innegehabt hatte.

## Erster Kreuzzug und Werdegang im Heiligen Land
1096 brach er mit Gottfried und seiner Frau Godehilde zum Ersten Kreuzzug auf, nachdem er zur Deckung der Kosten viel von seinem Besitz an die Kirche verkauft hatte. Auf dem Weg ins Heilige Land war er Geisel bei Koloman, König von Ungarn, um sicherzustellen, dass die Kreuzfahrer unterwegs nicht das Land plünderten. Er begleitete seinen Bruder bis Heraclea in Kleinasien, wo er sich gemeinsam mit Tankred vom Hauptheer absetzte, um nach Kilikien weiter zu marschieren. Es ist sicher, dass Tankred beabsichtigte, sich in der Gegend als unabhängiger Herrscher zu etablieren, und es kann angenommen werden, dass Balduin das gleiche Ziel hatte.

### Errichtung einer eigenen Herrschaft
Im September 1097 übernahm Balduin Tarsus von Tankred und installierte dort mit Hilfe einer Piratenflotte aus Boulogne seine eigene Garnison. Tankred und Balduin wandten sich kurz nach Mamistra, aber die beiden konnten keinen offenen Krieg erzwingen und marschierten schließlich auf Antiochia zu. Sie trafen in Marasch wieder auf das Hauptheer und Balduin erfuhr, dass seine Frau Godehilde inzwischen gestorben war. Durch ihren Tod verlor Balduin auch den Erbanspruch auf die reichen Ländereien seines Schwiegervaters. Ein Armenier namens Pakrad lud sie ein, ostwärts auf den Euphrat zu marschieren. Balduin besetzte hier die Festung Turbessel. Eine zweite Einladung kam von Thoros von Edessa, der Balduin als seinen Sohn und Nachfolger adoptierte. Nach Thoros’ Ermordung wurde er am 10. März 1098 zum ersten Grafen von Edessa ausgerufen, wobei unbekannt ist, inwieweit Balduin für den Mord verantwortlich war.

### Graf von Edessa
Er regierte die Grafschaft bis 1100. Er heiratete Orianta (Arda) aus Melitene, eine Tochter des armenischen Fürsten Taphnuz, und agierte in der Folgezeit als Vermittler zwischen den Kreuzrittern und den Armeniern. Die Bewohner von Edessa waren jedoch von ihrem neuen Fürsten nicht begeistert, und Balduin musste sich ständig mit einer fränkischen Wache umgeben und besuchte selbst den Gottesdienst bewaffnet und in voller Rüstung. Nach Guibert von Nogent nahm er die führenden Bürger der Stadt gefangen, klagte sie des Verrates an, ließ ihnen Hände, Füße, Ohren, Nasen, Lippen oder Zungen abschneiden und alle kastrieren und verbannte sie. In den nächsten zwei Jahren unterdrückte er eine Verschwörung armenischer Untertanen (1098), eroberte Samosata und Seruj (Sarorgia). Gegen Ende des Jahres 1099 besuchte er zusammen mit Bohemund von Tarent das inzwischen vom Hauptheer des Kreuzzugs eroberte Jerusalem, womit beide ihr Kreuzzugsgelübde formell erfüllten. Er kehrte schon im Januar 1100 nach Edessa zurück.

### König von Jerusalem
In Jerusalem war Balduins Bruder Gottfried als „Beschützer des Heiligen Grabes“ zum Regenten des dort errichteten Kreuzfahrer-Königreichs aufgestiegen. Nachdem sein Bruder im Juli 1100 kinderlos gestorben war, wurde Balduin von den Anhängern einer weltlichen Monarchie nach Jerusalem gerufen und am Weihnachtstag (25. Dezember) 1100 von Daimbert von Pisa, dem lateinischen Patriarchen von Jerusalem zum ersten König von Jerusalem gekrönt, obwohl dieser es vorgezogen hätte, das Königreich zu einer Theokratie zu machen. Die Grafschaft Edessa überließ Balduin seinem Vetter Balduin von Bourcq, dem späteren König Balduin II. von Jerusalem. Im Frühjahr 1101 ließ Balduin Daimbert einen Apostolischen Legaten an die Seite stellen; später im Jahr brach zwischen beiden ein Streit zur Frage aus, welchen Beitrag der Patriarch zur Verteidigung des Heiligen Landes zu leisten hatte. Die Auseinandersetzung endete 1102 mit der Absetzung Daimberts.
Nachdem Balduin die Monarchie in Jerusalem gesichert hatte, dehnte er die Macht des Königreichs über die Städte aus, die bislang noch nicht erobert worden waren. Dabei wurde er durch die italienischen Handelsstädte, namentlich Genua unterstützt, die Belagerungsmaschinen und militärische Unterstützung von der Seeseite her lieferten, und im Gegenzug Handelskontore in jeder der eroberten Städte erhielten.
Der mächtigste Gegner Balduins war die Fatimiden-Dynastie in Ägypten, deren Invasionen er 1101, 1102 und 1105 in den Schlachten von Ramla zurückschlug, und gegen die er ab 1115 zum Angriff überging, wodurch er Zugang zum Roten Meer (Eroberung Akabas 1116) erlangte, den er durch den Bau der Festung Montreal sicherte. Im Norden sperrte er Damaskus den Zugang zum Mittelmeer durch die Eroberung der Städte Arsuf und Caesarea (1101), Akkon (1104), Beirut und Sidon (1110), letztere mit Hilfe Venedigs und des norwegischen Königs Sigurd I.
Gegenüber den anderen christlichen Regenten wurde ihm die nominelle Oberherrschaft in der Grafschaft Tripolis, dem Fürstentum Antiochia und der Grafschaft Edessa eingeräumt, die er im Gegenzug bei der Abwehr der muslimischen Invasionen aus Syrien, insbesondere Maududs und Aq Sunqurs von Mosul, unterstützte. 1103 zahlte er das Lösegeld für Bohemund I. von Antiochia, der bei einer Schlacht in Gefangenschaft geraten war: Balduin bevorzugte Bohemund gegenüber Tankred, dem Fürsten von Galiläa, der in dessen Abwesenheit als Regent in Antiochia handelte. 1109 war er Schlichter im Rat der großen Barone vor den Mauern von Tripolis, als er Tankred zwang, seine Ansprüche auf die Stadt aufzugeben. Kurz darauf fiel die Stadt an die Kreuzfahrer und wurde Hauptstadt der Grafschaft Tripolis, eines Vasallenstaates des Königs von Jerusalem.
Balduin starb 1118 auf dem Rückmarsch von einem Feldzug gegen Ägypten, bei dem er bis an den Nil vorgestoßen war und Farama erobert und geschleift hatte, an einer Fischvergiftung. Seine Regentschaft festigte die königliche Macht, und die Bevölkerung im Königreich wurde von ihm durch die Ansiedlung von Christen jenseits des Jordans vermehrt. Er wurde in der Grablege der Kreuzfahrerkönige in Jerusalem beigesetzt. Der Thron wurde seinem in Europa lebenden Bruder Eustach III. von Boulogne angeboten, der aber ablehnte. Sein Nachfolger in Jerusalem wurde dann sein Vetter Balduin von Bourcq, der ihm bereits in Edessa gefolgt war.

## Lebensweise
Balduins Lebensweise war kontrovers. Seine armenische Frau Oriana war auf der Reise von Edessa nach Jerusalem mit einem Schiff in St. Simeon, dem Hafen von Antiochia angekommen, wo sie auf ein schnelleres Schiff umstieg. Dieses wurde zu einer Insel verschlagen, die von Piraten bewohnt war, welche die Königin gefangen nahmen. Nachdem sie 1108 ausgelöst worden war, zwang Balduin sie, in das Kloster der heiligen Anna in Jerusalem einzutreten, da er, wie sich Guibert von Nogent ausdrückt, „wegen der Unkeuschheit der Barbaren verständlicherweise misstrauisch war“, er also vermutete, seine Frau könne in der Gefangenschaft vergewaltigt worden sein. 1113 heiratete er Adelheid, die Witwe des Grafen Roger I. von Sizilien, die nun für ihren Sohn Roger II. als Erbin des Reiches gehandelt wurde. Da aber Oriana noch lebte, wurde er 1117 gezwungen, seine dritte Ehefrau aufzugeben. Wiederum nach Guibert von Nogent war er aber froh, ein zölibatäres Leben führen zu können, da „sein Kampf sich nicht gegen Fleisch und Blut, sondern die Herrscher dieser Welt richtete“.

## Vorfahren Balduins I.
| Balduin II. (* um 976; † 1032), Graf von Boulogne                                   | Adelheid von Gent                                  | Lambert I. († 1015), Graf von Löwen                | Gerberga von Lothringen                            | Gotzelo I. (* um 967; † 1044), Herzog von Niederlothringen  | n.n.                                                        | n.n.                        | n.n.                        |
| Eustach I. (* um 995; † 1049), Graf von Boulogne                                    | Eustach I. (* um 995; † 1049), Graf von Boulogne   | Mathilde von Löwen                                 | Mathilde von Löwen                                 | Gottfried der Bärtige († 1069), Herzog von Niederlothringen | Gottfried der Bärtige († 1069), Herzog von Niederlothringen | Doda                        | Doda                        |
| Eustach II. (* um 1020; † 1085), Graf von Boulogne                                  | Eustach II. (* um 1020; † 1085), Graf von Boulogne | Eustach II. (* um 1020; † 1085), Graf von Boulogne | Eustach II. (* um 1020; † 1085), Graf von Boulogne | Ida von Lothringen († 1113)                                 | Ida von Lothringen († 1113)                                 | Ida von Lothringen († 1113) | Ida von Lothringen († 1113) |
| Balduin von Boulogne (* um 1065; † 1118), Graf von Edessa, dann König von Jerusalem |                                                    |                                                    |                                                    |                                                             |                                                             |                             |                             |